# Maureen Drake
Maureen Drake (Toronto, 21 maart 1971) is een tennisspeelster uit Canada.
Zij begon op vijfjarige leeftijd met tennis. Zij speelt rechtshandig en heeft een tweehandige backhand. Zij was actief in het volwassenentennis van 1987 tot en met 2010, en opnieuw van medio 2014 tot medio 2016. Vanaf 2008 tot medio 2016 speelde zij bovendien bij de senioren.
In 1990 speelde zij haar eerste grandslamtoernooi op het Australian Open. In 1997 stond zij één keer in een WTA-finale, in het dubbelspel van het WTA-toernooi van Surabaya. Tot 1999 speelde zij bijna geen grandslamtoernooien, maar in 1999 plaatste zij zich voor alle vier, en kwam zij op het Australian Open tot de vierde ronde, die zij verloor van de heersende nummer één van de wereld, Lindsay Davenport. In datzelfde jaar behaalde zij haar beste WTA-resultaat door het bereiken van de halve finale op het toernooi van Caïro, waar zij een goudkleurig kostuum met luipaardprint droeg waarmee zij de tijdschriften haalde. De daaropvolgende jaren speelde zij ieder jaar op Wimbledon, tot zij eind 2004 stopte met grandslamtoernooien in het  enkelspel. In 2005 en 2006 speelde zij nog wel enkele grandslamtoernooien in het damesdubbelspel, evenals in 1998 en 1999.
Drake speelde 20 partijen voor Canada in de Fed Cup, waarvan zij er 16 won.

## Posities op deWTA-ranglijst
Positie per einde seizoen:
| jaar | ranking enkelspel | ranking dubbelspel |
| ---- | ----------------- | ------------------ |
| 1987 | 270               | –                  |
| 1988 | 274               | 346                |
| 1989 | 163               | –                  |
| 1990 | 179               | –                  |
| 1991 | 171               | 667                |
| 1992 | 189               | 437                |
| 1993 | 176               | 160                |
| 1994 | 156               | 209                |
| 1995 | 157               | 717                |
| 1996 | 173               | 251                |
| 1997 | 153               | 147                |
| 1998 | 137               | 98                 |
| 1999 | 56                | 201                |
| 2000 | 148               | 280                |
| 2001 | 179               | 402                |
| 2002 | 96                | 380                |
| 2003 | 112               | 228                |
| 2004 | 184               | 121                |
| 2005 | 283               | 98                 |
| 2006 | 567               | 101                |
| 2007 | 684               | 307                |
| 2008 | 640               | 616                |
|      |                   |                    |
| 2010 | 742               | 423                |
|      |                   |                    |
| 2015 | 1108              | 1248               |

## Palmares
| Legenda                |
| ---------------------- |
| Grandslamtoernooi      |
| Olympische Spelen      |
| Year-End Championships |
| Tier I                 |
| Tier II                |
| Tier III               |
| Tier IV & V            |

### WTA-finaleplaatsen enkelspel
geen

### WTA-finaleplaatsen vrouwendubbelspel
| nr.              | finale     | toernooi     | ondergrond | partner         | tegenstandsters             | score    |         |
| ---------------- | ---------- | ------------ | ---------- | --------------- | --------------------------- | -------- | ------- |
| gewonnen finales |            |              |            |                 |                             |          |         |
| geen             |            |              |            |                 |                             |          |         |
| verloren finales |            |              |            |                 |                             |          |         |
| 1.               | 1997-09-28 | WTA Surabaya | hardcourt  | Renata Kolbovic | Kerry-Anne Guse Rika Hiraki | 1-6, 6-7 | details |

## Resultaten grandslamtoernooien
| Legenda | Legenda                          |
| ------- | -------------------------------- |
| g.t.    | geen toernooi gehouden           |
| l.c.    | lagere categorie                 |
| –       | niet deelgenomen                 |
| G       | uitgeschakeld in de groepsfase   |
| 1R      | uitgeschakeld in de eerste ronde |
| 2R      | uitgeschakeld in de tweede ronde |
| 3R      | uitgeschakeld in de derde ronde  |
| 4R      | uitgeschakeld in de vierde ronde |
| KF      | uitgeschakeld in de kwartfinale  |
| HF      | uitgeschakeld in de halve finale |
| F       | de finale verloren               |
| W       | het toernooi gewonnen            |
| w-v     | winst/verlies-balans             |

### Enkelspel
| Australian Open | 1R | 1R | –  | 4R | 1R | –  | –  | 1R | 1R |
| Roland Garros   | –  | –  | –  | 1R | 1R | –  | –  | –  | –  |
| Wimbledon       | –  | –  | 1R | 2R | 1R | 2R | 3R | 2R | –  |
| US Open         | 1R | –  | –  | 1R | –  | –  | –  | 1R | 1R |

### Vrouwendubbelspel
| Australian Open | 1R | –  | 1R | 2R | –  |
| Roland Garros   | –  | –  | 2R | –  | 1R |
| Wimbledon       | –  | 2R | 1R | –  | 2R |
| US Open         | –  | 1R | 1R | –  | –  |